# 草河口駅
草河口駅（そうかこうえき）は中華人民共和国遼寧省本渓市本渓満族自治県にある、中国鉄路総公司（CR）瀋丹線の駅。1907年に開業。瀋陽駅から148km、丹東駅から122kmの位置にある。瀋陽鉄道局所属の四等駅に設定されている。

## 駅周辺
- G304国道
- 草河口郵政支局
- 鑫盛円酒店
- 草河口派出所
- 瀋丹高速道路 草河口インターチェンジ

## 隣の駅
中国国鉄
瀋丹線
祁家堡駅 - 草河口駅 - 通遠堡駅